# Gustave Borgnis-Desbordes
Gustave Borgnis-Desbordes fou un militar francès nascut a Provins el 22 d'octubre de 1839 i nort a Hanoi el 18 de juliol de 1900. Va participar en la colonització francesa especialment al Territori de l'Alt Senegal i a Indoxina.
La seva família era de Morlaix i era net d'un diputat de Finistère i fill d'un politècnic; ell mateix va entrar a l'escola politècnica el 1859 i va seguir després els cursos de l'escola d'artilleria de Metz de 1861 a 1863, i després va entrar a l'artilleria de marina. Fou tinent el 1863 i va servir a Toulon fins al 1866. L'any següent fou ascendit a capità. Va servir a Cotxinxina de 1868 a 1871; després va servir a París com adjunt del general Frébault, inspector general permanent de l'artilleria de marina. Fou cap d'esquadró el 1876 i ascendit a tinent coronel el 1880. Fou llavors enviat al Senegal com a comandant superior del territori de l'Alt Senegal, que va dirigir tres anys en els quals va fer tres campanyes:
- Primera campanya de Borgnis-Desbordes
- Segona campanya de Borgnis-Desbordes
- Tercera campanya de Borgnis-Desbordes

El 31 de març de 1882 fou ascendit a coronel i va combatre després al Tonkin (1884-1886 i després 1888-1889) on va manar l'artilleria del cos expedicionari i va dirigir els combats de Cho-Moï i Cho-Chu. Fou nomenat general de brigada el 25 de juliol de 1886, i general de divisió el 24 de març de 1890. Fou després comandant en cap de les tropes franceses a Indoxina, posició en la qual va morir. Fou també Gran oficial de la Legió d'Honor.